# James Silk Buckingham

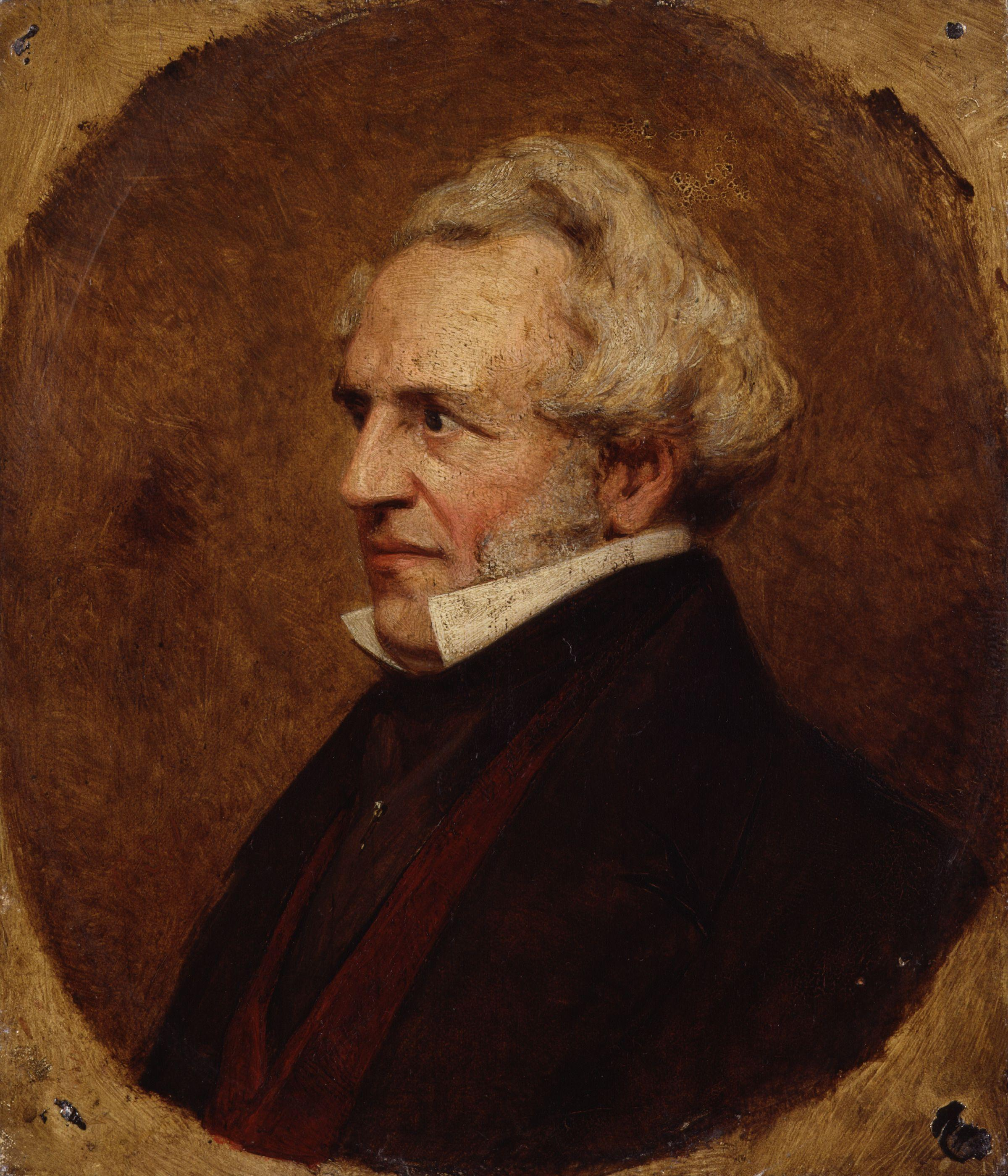
James Silk Buckingham, Ölgemälde von Clara S. Lane

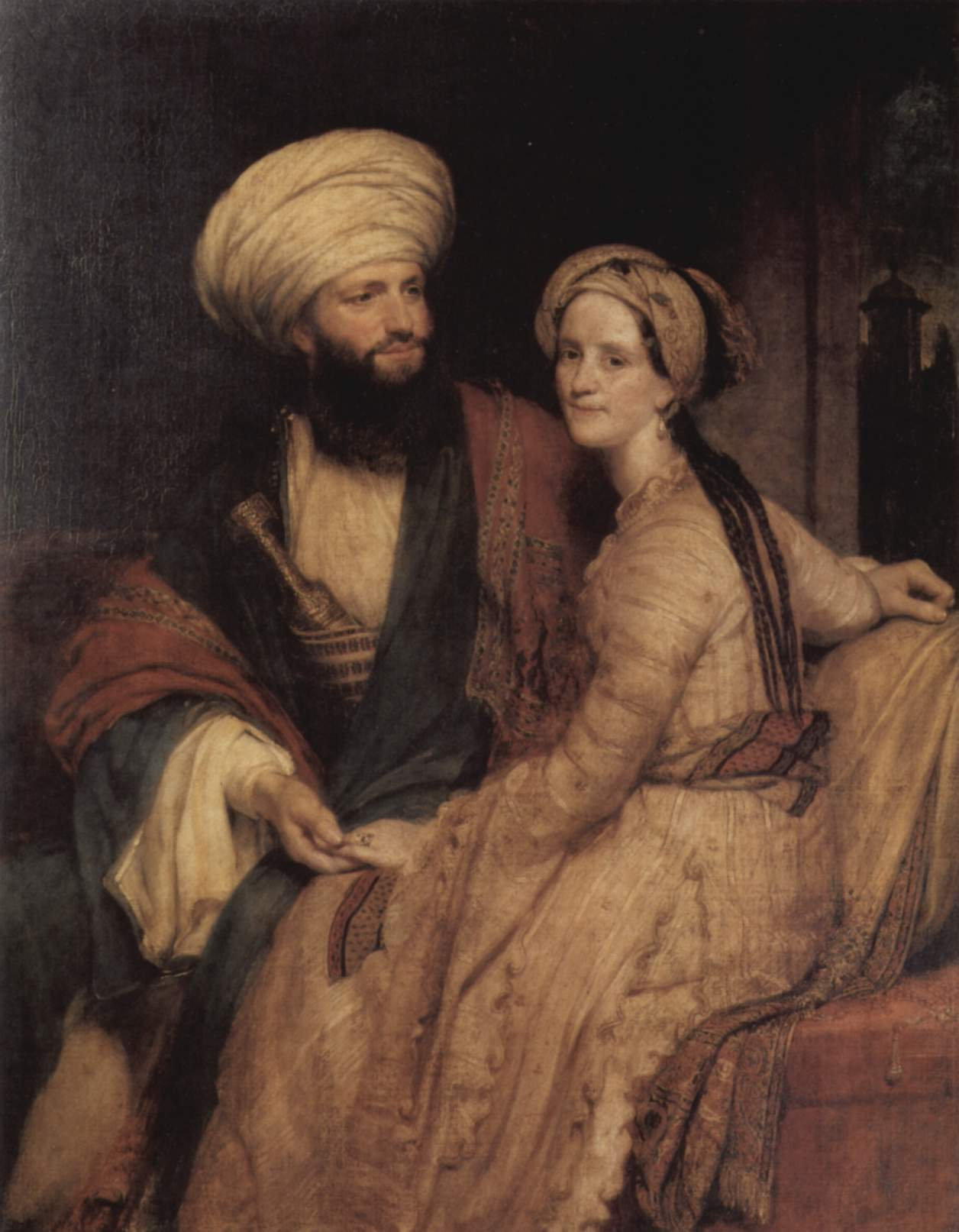
James Silk Buckingham, Ölgemälde von Henry William Pickersgill

James Silk Buckingham (* 25. August 1786 in Flushing bei Falmouth, Cornwall; † 30. Juni 1855 in London) war ein britischer Forschungsreisender und Schriftsteller.

## Leben
Buckingham fuhr ab 1796 zur See. 1806 heiratete er Elizabeth Jennings, mit der er mehrere Kinder hatte. Im Oktober 1818 gründete er das erfolgreiche Calcutta Journal, das die Regierung von Britisch-Indien kritisierte. Generalgouverneur John Adam verwies ihn im April 1823 des Landes und verbot das Journal. Buckingham wandte sich unter anderem an das House of Commons und den Privy Council, seine Beschwerden wurden jedoch abgewiesen. Erst viel später erhielt er von der Britischen Ostindien-Kompanie eine Entschädigung in Form einer Jahresrente in Höhe von 200 Pfund. Auf seinen Reisen von und nach Indien sah er viele Länder, über die er Reiseberichte veröffentlichte. Im Januar 1824 gründete er die Oriental Herald and Colonial Review, die bis Dezember 1829 erschien. Es folgten zwei weitere kurzlebige Erscheinungen, bis Buckingham im Januar 1828 die Zeitschrift Athenaeum gründete. Er verließ sie jedoch noch im gleichen Jahr.
Im Dezember 1832 wurde Buckingham für Sheffield in das Parlament gewählt und vertrat seinen Wahlkreis bis zum Juli 1837. In dieser Zeit befürwortete er die Abschaffung des Auspeitschens in Heer und Marine und des Pressens von Seeleuten. Buckingham unterstützte auch die Abstinenzbewegung.
Im Oktober 1837 bereiste er vier Jahre lang Amerika. 1843 wurde auf sein Betreiben das British and Foreign Institute gegründet. Es hatte allerdings nur vier Jahre Bestand. 1847 bis 1848 bereiste er Europa. 1851 wurde er Präsident der London Temperance League.
Buckingham war ein sehr produktiver Schriftsteller. Er hielt auch Vorträge über seine Reisen.

## Schriften

### Forschungs- und Reiseberichte
- 1821: Travels in Palestine, through the Countries of Bashan and Gilead, East of the River Jordan: Including a Visit to the Cities of Geraza and Gamala, in the Decapolis. London: Longman, Hurst, Rees, Orme, and Brown (Google)
  - Ausgabe in zwei Bänden 1822: Travels in Palestine, through the Countries of Bashan and Gilead, East of the River Jordan: Including a Visit to the Cities of Geraza and Gamala, in the Decapolis. Second Edition. 2 Bände. London: Longman, Hurst, Rees, Orme, and Brown (Google: Band I – Band II) (BSB München: Band I – Band II)
  - Deutsche Ausgabe: Reisen in Palästina. Aus dem Englischen des Herrn Buckingham. Jena: Bran'sche Buchhandlung (Google)
- 1825: Travels among the Arab Tribes Inhabiting the Countries East of Syria and Palestine, Including a Journey from Nazareth to the Mountains Beyond the Dead Sea, and from thence through the Plains of Hauran to Bozra, Damascus, Tripoly, Lebanon, Baalbeck, and by the Valley of the Orontes to Seleucia, Antioch, and Aleppo. With an Appendix, Containing a Refutation of Certain Unfounded Calumnies Industriously Circulated against the Author (…). London: Longman, Hurst, Rees, Orme, Brown, and Green (Google) (BSB München)
  - Deutsche Ausgabe 1827–28: Reisen durch Syrien und Palästina. Aus dem Englischen übersetzt. 2 Teile. Weimar: Landes-Industrie-Comptoir (= Neue Bibliothek der wichtigsten Reisebeschreibungen zur Erweiterung der Erd- und Völkerkunde, 45–46) (Google: Teil I – Teil II)
- 1827: Travels in Mesopotamia. Including a Journey from Aleppo to Bagdad, by the Route of Beer, Orfah, Diarbekr, Mardin, & Mousul; with Researches on the Ruins of Niniveh, Babylon, and other Ancient Cities. 2 Bände. London: Henry Colburn (Google: Band I – Band II) (MDZ Farbscan: Band I –Band II)
  - Ausgabe in einem Band 1827: Travels in Mesopotamia. Including a Journey from Aleppo, across the Euphrates to Orfah, (the Ur of the Chaldees,) through the Plains of the Turcomans, to Diarbekr, in Asia Minor: from thence to Mardin, on the Borders of the Great Desert, and by the Tigris to Mousul and Bagdad: with Researches on the Ruins of Babylon, Nineveh, Arbela, Ctesiphon, and Seleucia. London: Henry Colburn (Google)
  - Deutsche Ausgabe 1828: Reisen in Mesopotamien von Aleppo, über den Euphrat nach Orfah, dem Ur in Chaldäa, durch die Ebenen der Turkmanen, nach Diarbekr, in Kleinasien, von dort nach Mardin an den Grenzen der großen Wüste und an dem Tigris nach Mosul und Bagdad, nebst Untersuchungen über die Ruinen von Babylon, Niniveh, Arbela, Ctesiphon und Seleucia. Aus dem Englischen übersetzt. Berlin: Voss 1828 (Google) (MDZ Farbscan) (BSB München)
- 1829: Travels in Assyria, Media, and Persia, Including a Journey from Bagdad by Mount Zagros, to Hamadan, the Ancient Ecbatana, Researches in Ispahan and the Ruins of Persepolis, and Journey from thence by Shiraz and Shapoor to the Sea-Shore. Description of Bussorah, Bushire, Bahrein, Ormus, and Muscat; Narrative of an Expedition against the Pirates of the Persian Gulf, with Illustrations of the Voyage of Nearchus, and Passage by the Arabian Sea to Bombay. London: Henry Colburn (Google)
  - Zweite Ausgabe in 2 Bänden 1830: London: Henry Colburn and Richard Bentley (Google: Band I – Band II)
- 1830: Esquisse d'un plan de voyage autour du monde, par le route des Indes, de la Chine, du Japon et des îles de l'océan pacifique: ayant pour but les intérêts combinés des découvertes, de la civilisation et du commerce. Paris: de Plassant = Sonderdruck aus dem Bulletin de la Société de Géographie (MDZ)
- 1832: Tableau pittoresque de l'Inde, ou Description géographique, statistique, commerciale, morale et politique de l'Indostan. Traduit de l'anglais sous les yeux de l'auteur et d'après le manuscrit original par Benjamin Laroche. Paris: Librairie Encyclopédique (Google)
- 1841: America. Historical, Statistic, and Descriptive. 3 Bände. London: Fisher, Son, & Co. (Google: Band I – Band II – Band III)
- 1842: The Eastern and Western States of America. 3 Bände. London: Fisher, Son, & Co. (Google: Band I – Band II – Band III)
- 1842: The Slave States of America. 2 Bände. London: Fisher, Son, & Co. (Google: Band I – Band II)
- 1843: Canada, Nova Scotia, New Brunswick, and the Other British Provinces in North America. With a Plan of National Colonization. London: Fisher, Son, & Co. (Google)
- 1847: France, Piedmont, Italy, Lombardy, the Tyrol, and Bavaria. An Autumnal Tour. 2 Bände. London: Peter Jackson, late Fisher, Son, & Co. (Google: Band I – Band II)
- 1848: Belgium, the Rhine, Switzerland, and Holland. An Autumnal Tour. 2 Bände. London: Peter Jackson, late Fisher, Son, & Co. (Google: Band I – Band II)
- 1851 (anonym): The Buried City of the East, Nineveh: A Narrative of the Discoveries of Mr. Layard and M. Botta at Nimroud and Khorsabad; with Descriptions of the Exhumed Sculptures, and Particulars of the Early History of the Ancient Ninevite Kingdom. Illustrated with One Hundred Engravings. London: Office of the National Illustrated Library (Google)

### Verschiedenes
- 1829: A Reply fo Mr. Sadler's Speech at Whitby, on the Shipping Interest. Whitby: R. Kirby (Google)
- 1831: Qualifications and Duties of Members of Parliament, Being the Substance of an Address Delivered to the Inhabitants of Sheffield in the Music Hall, on Monday the First of August, 1831, on the Subject of their Approaching Privilege of Sending Representatives to the Reformed Parliament. Nottingham: R. Sutton (Google)
- 1832: Mr. Buckingham's Defence of his Public and Private Character, against the Atrocious Calumnies Contained in a False and Slanderous Pamphlet, the Accusations of which are Refuted by the Strongest Evidence, Drawn Principally from the False Accuser Himself. Sheffield: John Blackwell (Google)
- 1834: Evidence on Drunkenness, Presented to the House of Commons, by the Select Committee Appointed by the House to Inquire into this Subject, and Report the Minutes of Evidence, with their Opinions Thereupon. J.S. Buckingham, Esq., M.P., in the Chair. London: Benjamin Bagster (Google)
- 1843: Inaugural Lecture, Written for the Opening of the British and Foreign Institute and Delivered, in an Abridged Form, Before the Members and Friends of that Association (…). London: Fisher, Son, & Co. (Google)
- 1845: Plan of an Improved Income Tax and Real Free Trade, with an Equitable Mode of Redeeming the National Debt, and Some Observations on the Education and Employment of the People – On Systematic Colonization – and on the Welfare of the Labouring Classes. London: James Ridgway (Google)
- 1849: National Evils and Practical Remedies, with the Plan of a Model Town. Illustrated by Two Engravings. Accompanied by an Examination of Some Important Moral and Political Problems. London: Peter Jackson, late Fisher, Son, & Co.(Google)
- 1851: An Earnest Plea for the Reign of Temperance and Peace, as Conducive to the Prosperity of Nations; Submitted to the Visitors of the Great Exhibition (…). London: Peter Jackson, Late Fisher Son, & Co. (Google)
- 1855: Autobiography of James Silk Buckingham; Including his Voyages, Travels, Adventures, Speculations, Successes and Failures, Faithfully and Frankly Narrated: Interspersed with Characteristic Sketches of Public Men with whom he has had Intercourse, during a Period of More than Fifty Years. With a Portrait. 2 Bände. London: Longman, Brown, Green, and Longmans (Google: Band I – Band II)